# Дивасы
 Дивасы́ — деревня в Смоленской области России, в Смоленском районе. Расположена в западной части области в 9 км к северо-западу от Смоленска у автодороги М1 «Беларусь». 
Население — 427 жителей (2016 год). Административный центр Дивасовского сельского поселения. 

## Экономика
Асфальтобетонный завод, АО «им. Мичурина» (бывш. свх. им. Мичурина), АО «Росбелдорстрой», ДРСУ автодороги «Беларусь».

## Транспорт
По северной окраине деревни проходит федеральная автомобильная дорога М1 «Беларусь». Дивасы связаны
со Смоленском пригородным автобусным маршрутом №131.

## Достопримечательности
- Обелиск на братской могиле воинов Советской Армии, погибших в 1941 - 1943 гг.